# Paragymnopleurus ambiguus
Paragymnopleurus ambiguus là một loài bọ cánh cứng trong họ Bọ hung (Scarabaeidae).